# Карайганово
Карайга́ново (рос. Карайганово, башк. Карайган) — присілок у складі Ішимбайського району Башкортостану, Росія. Входить до складу Урман-Бішкадацької сільської ради.
Населення — 277 осіб (2010; 284 в 2002).
Національний склад:
- башкири — 84%